# ألموند (ويسكونسن)
ألموند (بالإنجليزية: Almond, Wisconsin) هي قرية تقع في الولايات المتحدة في مقاطعة بورتاغ (ويسكونسن). يقدر عدد سكانها بـ 448 نسمة ومساحتها 2.62 كم2وترتفع عن سطح البحر 352 متر.

## التركيبة السكانية
قام مكتب تعداد الولايات المتحدة بتحديد بيانات التركيبة السكانية لألموند في تعداد الولايات المتحدة. في ما يلي، التركيبة السكانية حسب تعدادي 2000 و2010.

### تعداد عام 2000
بلغ عدد سكان ألميرا 302 نسمة بحسب تعداد عام 2000، وبلغ عدد الأسر 121 أسرة وعدد العائلات 79 عائلة مقيمة في البلدة. في حين سجلت الكثافة السكانية 580.6 نسمة لكل ميل مربع (224.2/كم2). وبلغ عدد الوحدات السكنية 154 وحدة بمتوسط كثافة قدره 296.1 نسمة لكل ميل مربع (114.3/كم2).
وتوزع التركيب العرقي للبلدة بنسبة 93.38% من البيض و 2.98% من الأمريكيين الأصليين و 1.66% من الأمريكيين ذوي الأصول الآسيوية و 0.66% من الأمريكيين الأفارقة و 1.32% من عرقين مختلطين أو أكثر.
بلغ عدد الأسر 121 أسرة كانت نسبة 33.1% منها لديها أطفال تحت سن الثامنة عشر تعيش معهم، وبلغت نسبة الأزواج القاطنين مع بعضهم البعض 55.4% من أصل المجموع الكلي للأسر، ونسبة 6.6% من الأسر كان لديها معيلات من الإناث دون وجود شريك، وكانت نسبة 34.7% من غير العائلات. تألفت نسبة 32.2% من أصل جميع الأسر من أفراد ونسبة 15.7% كانوا يعيش معهم شخص وحيد يبلغ من العمر 65 عاماً فما فوق. وبلغ متوسط حجم الأسرة المعيشية 3.18، أما متوسط حجم العائلات فبلغ 2.50.
بلغ العمر الوسطي للسكان 38 عاماً. وكانت نسبة 29.5% من القاطنين تحت سن الثامنة عشر، وكانت نسبة 6.0% بين الثامنة عشر والأربعة وعشرون عاماً، ونسبة 25.5% كانت واقعةً في الفئة العمرية ما بين الخامسة والعشرون حتى والأربعة وأربعون عاماً، ونسبة 22.5% كانت ما بين الخامسة والأربعون حتى الرابعة والستون، ونسبة 16.6% كانت ضمن فئة الخامسة والستون عاماً فما فوق. يوجد لكل 100 أنثى 92.4 ذكر، ويوجد لكل 100 أنثى في الثامنة عشر من عمرها فما فوق 91.9 ذكر.
بلغ متوسط دخل الأسرة في البلدة 30,208 دولار، أما متوسط دخل العائلة فبلغ 34,107 دولار. وكان متوسط دخل الذكور 26,429 دولار مقابل 36,563 دولار للإناث. وسجل دخل الفرد الخاص بالبلدة 15,769 دولار. وكانت نسبة 16.5% من العائلات ونسبة 21.0% من السكان تحت خط الفقر، وكان من هؤلاء نسبة 29.9% تحت سن الثامنة عشر ونسبة 12.8% في الخامسة والستين من العمر وما فوق.

### تعداد عام 2010
بلغ عدد سكان ألموند 448 نسمة بحسب تعداد عام 2010، وبلغ عدد الأسر 174 أسرة وعدد العائلات 119 عائلة مقيمة في القرية. في حين سجلت الكثافة السكانية 443.6 نسمة لكل ميل مربع (171.3/كم2). وبلغ عدد الوحدات السكنية 197 وحدة بمتوسط كثافة قدره 195.0 لكل ميل مربع (75.3/كم2).
وتوزع التركيب العرقي للقرية بنسبة 94.0% من البيض و 0.4% من الأمريكيين الأصليين و 0.4% من الأمريكيين ذوي الأصول الآسيوية و 0.2% من الأمريكيين الأفارقة و 1.1% من عرقين مختلطين أو أكثر.
بلغ عدد الأسر 174 أسرة كانت نسبة 36.8% منها لديها أطفال تحت سن الثامنة عشر تعيش معهم، وبلغت نسبة الأزواج القاطنين مع بعضهم البعض 54.6% من أصل المجموع الكلي للأسر، ونسبة 9.8% من الأسر كان لديها معيلات من الإناث دون وجود شريك، بينما كانت نسبة 4.0% من الأسر لديها معيلون من الذكور دون وجود شريكة وكانت نسبة 31.6% من غير العائلات. تألفت نسبة 27.0% من أصل جميع الأسر من أفراد ونسبة 13.2% كانوا يعيش معهم شخص وحيد يبلغ من العمر 65 عاماً فما فوق. وبلغ متوسط حجم الأسرة المعيشية 3.17، أما متوسط حجم العائلات فبلغ 2.57.
بلغ العمر الوسطي للسكان 35.3 عاماً. وكانت نسبة 29.2% من القاطنين تحت سن الثامنة عشر، وكانت نسبة 6.4% بين الثامنة عشر والأربعة وعشرون عاماً، ونسبة 26.1% كانت واقعةً في الفئة العمرية ما بين الخامسة والعشرون حتى والأربعة وأربعون عاماً، ونسبة 24.2% كانت ما بين الخامسة والأربعون حتى الرابعة والستون، ونسبة 14.1% كانت ضمن فئة الخامسة والستون عاماً فما فوق. وتوزع التركيب الجنسي للسكان بنسبة 48.9% ذكور و51.1% إناث.